# William Shippen
William Shippen (* 1. Oktober 1712 in Philadelphia, Provinz Pennsylvania; † 4. November 1801 in Germantown, Pennsylvania) war ein US-amerikanischer Politiker und Mediziner. In den Jahren 1779 und 1780 war er Delegierter für Pennsylvania im Kontinentalkongress.

## Werdegang
William Shippen besuchte die öffentlichen Schulen seiner Heimat. Nach einem anschließenden Medizinstudium und seiner Zulassung als Arzt begann er in Philadelphia in diesem Beruf zu praktizieren. Im Jahr 1749 war er einer der Gründer der dortigen Public Academy. Er war auch einer der 24 Gründer des College of Philadelphia, aus dem später die University of Pennsylvania hervorging. Von 1749 bis 1779 war er Kurator dieser Bildungsanstalt. Außerdem war er zusammen mit seinem Bruder Edward einer der Gründer des Princeton College, der heutigen Princeton University. Von 1765 bis 1796 war er auch dort Kurator. Shippen war auch Mitglied der American Philosophical Society. 1768 übernahm er für viele Jahre das Amt des Vizepräsidenten dieser Organisation.
In den 1770er Jahren schloss er sich der Revolutionsbewegung an. Seine einzige erwähnenswerte politische Tätigkeit war die des Delegierten beim Kontinentalkongress, wo er in den Jahren 1779 und 1780 die Interessen Pennsylvanias vertrat. Ansonsten praktizierte er weiterhin als Arzt in Philadelphia. Er starb am 4. November 1801 im Alter von 89 Jahren in Germantown.